# 드래곤퀘스트 (1980년 게임)
드래곤퀘스트(DragonQuest)는 1980년에 SPI(Simulations Publications)에서 처음 출시된 판타지 롤플레잉 게임이다. 던전 & 드래곤(D&D)과 같은 1세대 판타지 롤플레잉 게임이 플레이어를 특정 캐릭터 클래스로 제한한 반면, 드래곤퀘스트는 최초의 게임 중 하나였다. 스킬을 강조한 시스템을 활용해 보다 개인화된 커스터마이징과 폭넓은 선택이 가능하다.

## 수상
1981년 오리진스상에서. 드래곤퀘스트는 "1980년 최고의 롤플레잉 규칙" 부문에서 H.G. 웰스 어워드(H.G. Wells Award)를 수상했다.